# Robert Miura
Robert Mitsuru Miura (* 12. September 1938 in Selma, Kalifornien; † 25. November 2018) war ein US-amerikanischer angewandter Mathematiker und Biophysiker.
Miura studierte Maschinenbau an der University of California, Berkeley (Masterabschluss 1962), studierte danach speziell Flugzeugbau an der Princeton University (Masterabschluss 1964), wo er 1966 über kinetische Gastheorie promovierte (An Asymptotic Theory for Linearized Near-Continuum Flow Problems). Er war ab 1965 am Princeton Plasma Physics Laboratory. Dort entstand seine Arbeit mit Martin Kruskal, Clifford Gardner und John Greene über die Inverse Streutransformation bei nichtlinearen Wellengleichungen mit Solitonenlösungen, für die er 2006 den Leroy P. Steele Prize (mit seinen Kollegen) erhielt. 1967/68 war er bei Harold Grad am Courant Institute of Mathematical Sciences of New York University, wo er ebenfalls über Plasmaphysik arbeitete. 1968 bis 1971 war er an der New York University, danach an der Vanderbilt University und ab 1975 Professor an der University of British Columbia. Dort wandte er sich mathematischer Biophysik, speziell der Modellierung der Erregung von Nervenzellen zu. Ab 2001 war er Professor für Mathematik und Biomedical Engineering am New Jersey Institute of Technology, wo er auch Vorsitzender der mathematischen Fakultät war.
1980 war er Guggenheim Fellow. Er war Fellow der Royal Society of Canada (1995), der American Mathematical Society und der American Association for the Advancement of Science (2005). Er war Mitherausgeber von „Analysis and Applications“.